# Women's International League for Peace and Freedom
De Women's International League for Peace and Freedom (WILPF) is een wereldwijde non-gouvernementele organisatie, bedoeld om vrouwen samen te brengen om te werken voor vrede en sociale gelijkheid.

## Ontstaan

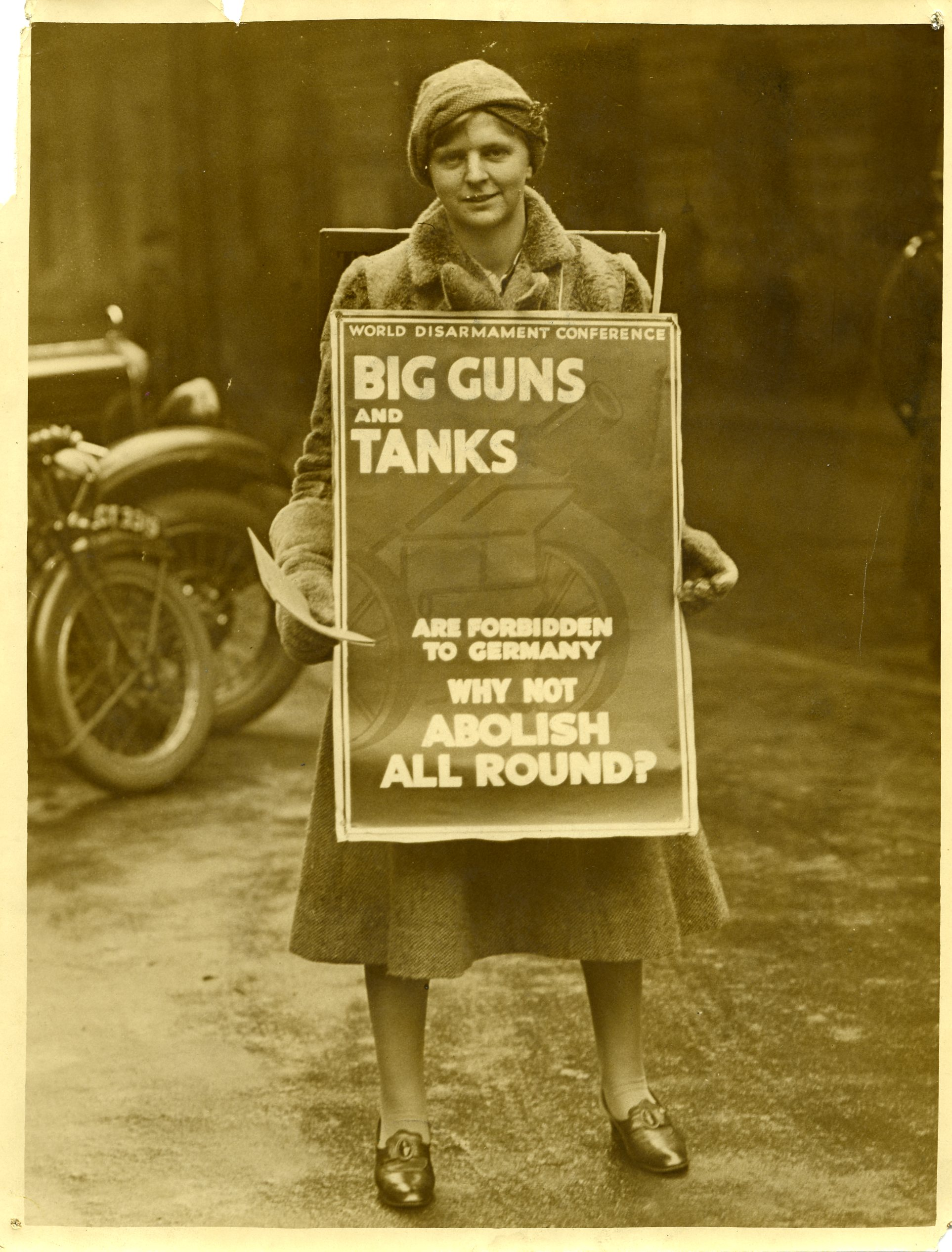
Lid van de WILPF, 1932.

De WILPF is ontstaan uit het Internationaal Congres van Vrouwen dat in april 1915 op initiatief van Aletta Jacobs, Rosa Manus en Mia Boissevain in Den Haag werd georganiseerd. De Nederlandse afdeling van de internationale organisatie werd aanvankelijk het Nederlandsch Comité van Vrouwen voor Duurzame Vrede genoemd. Vanaf 1919 was dit veranderd in de Internationale Vrouwenbond voor Vrede en Vrijheid (IVVV) Nederlandse Afdeling. 
Oorspronkelijk zou er in 1915 een congres van de Wereldbond voor Vrouwenkiesrecht in Berlijn komen, maar dat ging door de Eerste Wereldoorlog niet door. Jacobs stelde daarom voor in het neutrale Nederland een alternatief congres rondom het thema vrede te organiseren. 
Eerder dat jaar was in de Verenigde Staten al de Woman's Peace Party ontstaan, die later de Amerikaanse tak van de WILPF zou worden. Uit het Nederlandse vredescongres kwam de International Committee of Women for Permanent Peace (ICWPP) voort, waarvan Jane Addams de voorzitter werd. 
In 1919 werd een tweede vrouwenvredescongres gehouden in Zürich. Hier werd besloten dat de ICWPP een permanente organisatie moest zijn omdat de leden het niet eens waren met het Verdrag van Versailles en het zagen als een verdrag dat mogelijk tot een nieuwe oorlog zou kunnen leiden. De ICWPP werd omgedoopt tot de WILPF en kreeg een hoofdkwartier in Genève, vlak bij de Volkenbond. Dergelijke pacifistische actievoering werd de leden niet altijd in dank afgenomen; veel inwoners van oorlogvoerende landen vonden het getuigen van weinig patriottisme om de oorlog niet te steunen.

## Geschiedenis
De WILPF is tijdens verschillende oorlogen doorgegaan met actie voeren voor vrede, door bijvoorbeeld open brieven aan regeringen te sturen waarin om vrede werd gevraagd of delegaties naar oorlogsgebieden te sturen. Vanaf het begin tot en met 2017 zijn er 27 congressen door de WILPF georganiseerd. In respectievelijk 1931 en 1946 kregen de WILPF-leden Jane Addams en Emily Greene Balch een Nobelprijs voor de Vrede. Nadat de WILPF eerst de Volkenbond had gesteund, steunden ze later diens opvolger, de Verenigde Naties.   
Na de Tweede Wereldoorlog was de Nederlandse afdeling uiteen gevallen, maar veel leden bleven internationaal actief. Ook de wapenwedloop droeg bij aan de wens om weer een Nederlandse tak te hebben, op 8 september 1984 werd deze officieel heropgericht. Sinds 1994 draagt deze afdeling de naam WILPF-Nederland. De doelstelling van deze afdeling is het stimuleren en bundelen van persoonlijke betrokkenheid van vrouwen bij internationale aspecten van vrede en vrijheid, met name bij het werk van de Verenigde Naties. 

## Organisatie
Het hoofdkwartier van de WILPF is in 2017 nog steeds in Genève gevestigd, en daarnaast heeft de organisatie een kantoor bij de VN in New York. De WILPF heeft als belangrijkste doelen vrede en ontwapening en daarnaast ook sociale en economische gelijkheid en een goede omgang met het milieu. De organisatie werkt samen met de VN en andere ngo's.

## Vooraanstaande leden
- Mia Boissevain
- Aletta Jacobs
- Rosa Manus
- Selma Meyer
- Cor Ramondt-Hirschmann
- Gertrud Woker (1878-1968), Zwitserse chemica, feministe en pacifiste[1]

- Bibliothèque nationale de France: cb121343361 (data)
- Gemeinsame Normdatei: 65821-2
- International Standard Name Identifier: 0000 0001 2171 6452
- Library of Congress Control Number: n50081271
- Bibliotheek van het Japanse parlement: 00705983
- Nationale Bibliotheek van Tsjechië: kn20080923012
- Nationale Bibliotheek van Israël: 987007269972605171
- SNAC: w6d83477
- Système universitaire de documentation: 035371099
- Virtual International Authority File: 141597508